# Marianne Zechmeister
Marianne Zechmeister (Berchtesgaden, 12 aprile 1960) è un'ex sciatrice alpina tedesca che gareggiò per la nazionale tedesca occidentale.

## Biografia
Sciatrice polivalente sorella di Christa, a sua volta sciatrice alpina, la Zechmeister vinse la medaglia di bronzo nello slalom speciale agli Europei juniores di Mayrhofen 1975 e quella d'argento nella medesima specialità a quelli di Kranjska Gora 1977; in Coppa del Mondo ottenne il primo piazzamento il 4 febbraio 1979 a Pfronten in discesa libera (25ª) e conquistò il miglior risultato il 21 gennaio 1980 a Bad Gastein in combinata (8ª). Ai XIII Giochi olimpici invernali di Lake Placid 1980, sua unica presenza olimpica, si classificò 9ª nella discesa libera e il 3 dicembre dello stesso anno ottenne l'ultimo piazzamento in Coppa del Mondo, a Val-d'Isère nella medesima specialità (13ª); in Coppa Europa nella stagione 1981-1982 fu 2ª nella classifica di discesa libera e si ritirò nello stesso anno.

## Palmarès

### Europei juniores
- 2 medaglie[1][2][3]:
  - 1 argento (slalom speciale a Kranjska Gora 1977)
  - 1 bronzo (slalom speciale a Mayrhofen 1975)

### Coppa del Mondo
- Miglior piazzamento in classifica generale: 45ª nel 1980